# Wolfgang Nielsen

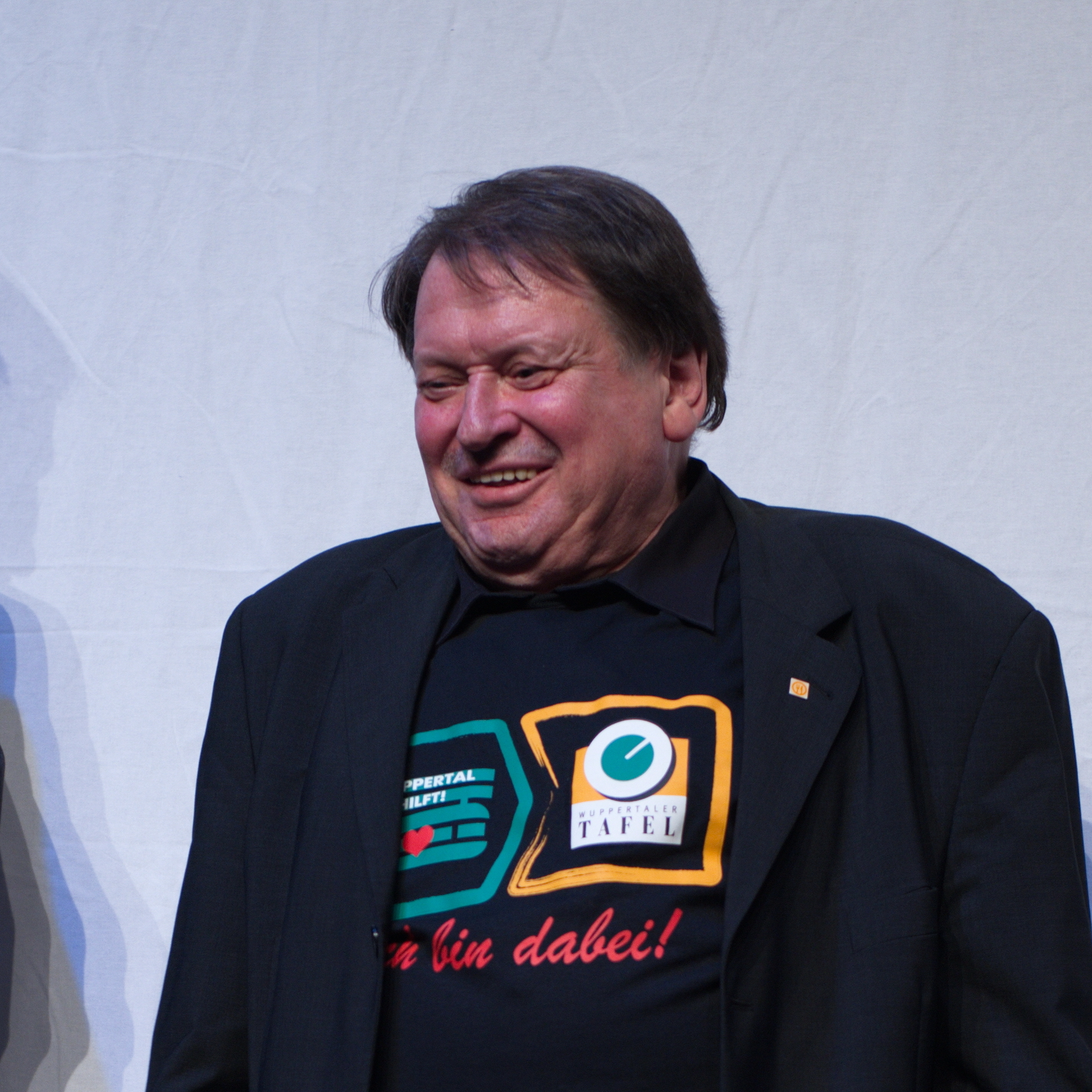
Wolfgang Nielsen auf der Veranstaltung Wuppertal hilft 2016

Wolfgang Nielsen (* März 1950 in Berlin) ist ein ehemaliger deutscher Geschäftsführer, der die Wuppertaler Tafel initiierte und die gemeinnützige Hilfsorganisation von 2000 bis 2021 hauptamtlich leitete.

## Leben
Wolfgang Nielsen ist 1950 in Berlin geboren und kam 1960 nach Wuppertal. Nach der Schule begann er eine Ausbildung zum Versicherungskaufmann. Bei der Deutschen Angestellten-Akademie in Düsseldorf begann er 1980 ein Studium der Betriebswirtschaftslehre, das er 1984 erfolgreich beendete. Anschließend leitete er eine Firma.
Im September 1988 war er mit ein paar Freunden Mitbegründer des Allgemeinen Hilfskreis e. V. (AHK), der Bedürftige mit Kleidung und Hausrat versorgte. Der erste Standort des AHK war in der Besenbruchstraße, 1993 erfolgte der Umzug in ein städtisches Gebäude (Steinbeck Nr. 24). Nachdem 1993 die erste deutsche Tafel in Berlin gegründet worden war, entschloss man sich Anfang 1995 diese Idee auch in Wuppertal umzusetzen und als zusätzliches Projekt des AHK zu machen. Kurz darauf wurde die Tafel auch die Haupttätigkeit des Allgemeinen Hilfskreises, es folgte die Umbenennung des Vereins in „AHK-Wuppertaler Tafel e. V.“. Die Wuppertaler Tafel gehört damit zu den ersten zehn Tafeln in Deutschland.
In Folge einer fortschreitenden unfallbedingten Erkrankung wurde Nielsen in der Mitte der 1990er Jahre zum Frührentner. Seitdem widmete er seine ehrenamtliche Tätigkeit ganz den Bedürftigen. 2000 wurde Wolfgang Nielsen zum 1. Vorsitzenden der Tafel gewählt. Im Mai 2007 bezog die Tafel neue Räume am Kleinen Werth 50 in Wuppertal-Barmen. Daneben war Nielsen, der seine Aufgabe meistens sieben Tage in der Woche wahrnahm, auch bundesweit in der Tafel-Bewegung aktiv. Er war Mitglied im Landes- und im Bundesverband der Tafeln.
Im Januar 2021 trat der Beirat der Wuppertaler Tafel zurück, da Nielsen Veränderungen in der Struktur der Tafel ablehne. In der Folge begann auch die Staatsanwaltschaft wegen Missständen bei der Tafel zu ermitteln. Ende März kündigte Nielsen seinen Rückzug aus der Leitung an. Am 22. April wählte der Verein einen neuen Vorstand, beschloss eine neue Struktur und ernannte Nielsen zum Ehrenvorsitzenden ohne operative Aufgaben. Wegen der Ermittlungen bat der neue Vorstand Nielsen, das Amt ruhen zu lassen.
Die Staatsanwaltschaft erhob Anfang 2024 Anklage gegen ehemalige Mitarbeitende wegen illegalem Handel mit unterschlagenen Lebensmitteln, sowie gegen Nielsen, der davon gewusst haben soll.

## Auszeichnungen und Ehrungen
- 2004: Der „Wuppertaler“ für besonderes ehrenamtliches Engagement
- 2006: Verdienstorden des Landes Nordrhein-Westfalen[12]
- 2010: Verdienstorden der Bundesrepublik Deutschland 1. Klasse[13]